# Yvon Côté
 (février 2022).
Pour les articles homonymes, voir Côté (homonymie).
Yvon Côté (B.A., B.Péd., Licence en Pédagogie, LL.Lettres francaises), né le 16 mars 1939 à Asbestos      (Québec), fut un enseignant de niveau secondaire (Lettres et Langues), conseiller technique pour l'A.C.D.I. en développement international durant 6 ans (Tunisie et Algérie), conseiller pédagogique au Bureau des Langues du Gouvernement fédéral et homme politique fédéral du Québec.

## Biographie

### Origine
Né à Asbestos (Val-des-Sources) dans la région de l'Estrie, en 1939, il était fils de mineur, Oscar Côté, et de Jeannette Paradis. Après ses études universitaires, il y fut enseignant en 1961 à l'Externat classique.
Il pratiquera la profession d'enseignement pour la majorité de sa carrière, à part la politique. Avec des séjours en Afrique durant 6 ans, dont 4 en Tunisie et 2 en Algérie, comme Conseiller technique en Enseignement du français et de l'anglais.[réf. souhaitée]
De plus, il enseigna le français aux Fonctionnaires fédéraux, au sein de la Fonction publique, dans le cadre du programme de bilinguisme.
Le plus grand de sa carrière s'est toutefois déroulé dans la Ville de Sherbrooke aux écoles secondaires MONTCALM et MITCHELL.
C'est pendant cette période qu'il s'il s'impliqua dans les milieux politiques municipal, provincial et, finalement, fédéral[réf. souhaitée]. Il décède subitement à Sherbrooke, le 28 décembre 2023.https://www.coopfuneraireestrie.com/avis-de-deces/yvon-cote-253058/

### Conseiller municipal
Yvon Côté entama sa carrière politique en devenant échevin dans le conseil municipal de la ville de Rock Forest de 1981 à 1988. Il occupa diverses fonctions au sein du Conseil municipal, notamment comme Président du Comité d'Urbanisme, Délégué de la ville de Rock Forest au Comité régional pour le Plan d'urbanisme de la Municipalité régionale de comté (M.R.C. de Sherbrooke). Le maire Gaétan Lavallée l'assigna à la gestion d'une importante campagne de publicité et promotion économique pour le développement de la municipalité, aussi bien dans les médias écrits qu'électroniques. Préoccupé par les handicaps des services sports d'hiver, il initia la création et l'implantation du Centre récréatif de Rock Forest, offrant une diversité de plateaux et services intérieurs dont une patinoire de glace, 5 tennis, balle-au-mur, racketball etc. ; en plus d'en être le fondateur commémoré, il en fut d'ailleurs le secrétaire-trésorier durant 5 ans jusqu'à son retrait de la politique municipale.

### Député fédéral au Parlement du Canada
Élu député du Parti progressiste-conservateur du Canada dans la circonscription fédérale de Richmond—Wolfe en 1988.
Son séjour à la Chambre des Communes du Parlement canadien a fait du député Yvon Côté un représentant parlementaire diversement impliqué[pas clair], aussi bien dans sa circonscription de Richmond/Wolfe (maintenant Richmond/Asthabaska), qu'au Parlement et sur la scène internationale.
Représentant un comté  de ressources uniques (dont Windsor et Bromptonville, producteurs de papier, et Asbestos, le plus grand producteur d'amiante au monde), il s'est appliqué à en diversifier[réf. nécessaire] l'économie mono-industrielle, réalisant l'implantation de serres hydroponiques à Danville et Ham-Nord, le développement d'équipements récréatifs sur neige (skidoo) chez Bombardier de Valcourt et l'expansion de plusieurs petites et moyennes entreprises (PME) de la région (Windsor, Richmond, Brompton, Ham-Nord, etc.).

### Responsabilités parlementaires
Ses fonctions à la Chambre des Communes furent multiples. Il fut membre de l'important Comité permanent des Finances durant 4 ans implantant la taxe sur les produits et services (T.P.S.), en même temps que vice-président du Comité permanent de l'Environnement, dédié à contrer le problème des pluies acides originant de l'ouest américain et à rédiger le mémoire du Canada pour le Sommet de la Terre à Rio de Janeiro en 1992, où il fut d'ailleurs un délégué officiel du Parlement canadien.
De même s'est-il fait valoir aussi sur la scène internationale au sein de plusieurs associations parlementaires dont Canada-France, l’Association internationale des Parlementaires de Langue française (A.I.P.L.F.), le Groupe d'Amitié Canada-Chine dont il fut le vice-président, l'Union économique européenne, et bien d'autres.

### Honneur et Mérite
Pour sa contribution éminente en faveur de l'expansion et de l'utilisation de la langue française sur la scène parlementaire internationale et, de plus, compte tenu de son implication dans l'administration et la gestion de l'organisme, l'A.I.P.L.F. lui accorde en 1995 la médaille de Chevalier Émérite de la Pléiade.
À la suite de la vague nationaliste et bloquiste causée par l'échec du lac Meech, il fut finalement défait par le bloquiste G. Leroux en 1993.